# Colguula
Colguula este un oraș din Somalia.